# Yahari Ore no Seishun Love Come wa Machigatteiru.
Yahari Ore no Seishun Rabukome wa Machigatteiru. (яп. やはり俺の青春ラブコメはまちがっている。, Яхарі Оре но Сейшюн Рабукоме ва Матіґаттеіру., Зрештою, моя романтична комедія юності не вдалася.), скорочено OreGairu (яп. 俺ガイル, ОреҐайру) та Hamachi (яп. はまち, Хамачі) — японська серія лайт-новел, написана Ватару Ватарі і проілюстрована Ponkan8. Ранобе про соціально-непристосованого хлопця, якого його вчитель примушує приєднатися до сервісного гуртка школи, працюючи з двома дівчатами задля допомоги іншим, маючи справу з їх внутрішніми конфліктами.
Існує три адаптації манґи та два антологічні томи. Вона була адаптована до аніме-серіалу, який транслювався з 4 квітня по 27 червня 2013 року, після чого транслювався другий сезон, в період з 2 квітня по 25 червня 2015 року, а також майбутній третій сезон. Відеогра під назвою Yahari Game demo Ore no Seishun Rabukome wa Machigatteiru. та видана розробником 5pb., для PlayStation Vita випущена 19 вересня 2013 року. Другою відеогрою була випущена також розробником 5pb 27 жовтня 2016 року. Обидві гри були об'єднані разом у релізі для PlayStation 4 під назвою Yahari Game demo Ore no Seishun Rabukome wa Machigatteiru. & Zoku Omatome Set, який вийшов 26 жовтня 2017 року.

## Сюжет
Історія розповідає про двох одинаків: прагматичного Хачімана Хікіґая та красуню Юкіно Юкіношіту, які, незважаючи на відмінність характерів та ідеалів, пропонують допомогу та поради іншим у рамках шкільного клубу волонтерів, яким допомагає весела та дружня Юі Юіґахама. У фільмі показані різні соціальні ситуації, з якими стикаються підлітки у старшій школі, та психологія їхньої взаємодії.

## Персонажі

### Головні герої
Головними героями серії є учасники шкільного сервісного гуртка, яким керує Юкіно Юкіношіта.
Хачіман Хікіґая (яп. 比企谷 八幡, Хікіґая Хачіман)
Сейю: Такуя Еґучі
Хачіман — учень класу 2-F старшої школи Собу, який був дискримінований у минулому, він стає ізольованим, безлюдним і прагматичним до вини. Найвидатнішою його особливістю це «мертві риб'ячі очі». Він досить спостережливий і проникливий, тому в основному розуміє інших. Він вважає, що молодь — це ілюзія, створена лицемірами, для лицемірів, народжених від його минулих невдач. Його досвід переконує його в тому, що щастя інших — це фасад. Юі його ласкаво називає «Хіккі», а Хаято помилково його називає «Хікітані».
Юкіно Юкіношіта (яп. 雪ノ下 雪乃, Юкіношіта Юкіно)
Сейю: Саорі Хаямі
Юкіно є ученицею класу 2-J та лідером сервіс гуртка, але єдиним членом, допоки Хачіман не приєднається. Народилася в заможній родині, вона розумна, красива і має прізвисько «крижана краса» за її крижану поведінку. Їй не вистачає емпатії і спочатку зневажає Хачімана, але зрештою відкривається йому. Завдяки своїй популярності у хлопців, їй заздрять більшість дівчат, таким чином, вона має друзів. Вона має викривлене почуття благородного зобов'язання, і вважає, що обов'язок виняткових (іншими словами, сама) допомагати «загубленим ягням» світу. Її особистість часто приводить її до огиди на наївність інших людей, особливо Юі, і вона не соромиться говорити це її. Всупереч цього, Юі все ще ласкаво називає її «Юкінон». Вона знає про автомобільну катастрофу в яку потрапив Хачіман, але не говорить нічого про це, коли Хачіман приєднується до гуртка. Після культурного фестивалю, вона як і раніше не визнає Хачімана другом, лише знайомим. І вона, приховує почуття до нього.
Юі Юіґахама (яп. 由比ヶ浜 結衣, Юіґахама Юі)
Сейю: Нао Тояма
Юі є однокласницею Хачімана. Весела дівчина, вона стає першим «клієнтом» сервіс гуртка, просячи допомогти спекти їй печива для «когось». Її проблеми не в особистості, а в її нездатності виразити себе через страх втратити друзів, і тому захоплюється Юкіно і Хачіманом, які здатні висловити свої справжні почуття. Вона вважає, що талант вроджений, і часто прагне бути подібною до інших. Після свого досвіду в севіс гуртка, Юі починає відвідувати сервісний гурток після школи, незважаючи на заперечення Юкіно. У класі Юі є членом кліки Хаято. Вона мала почуття до Хачімана відтоді як він врятував її собаку в перший день середньої школи.

### 2-F клас
Сайка Тоцука (яп. 戸塚 彩加, Тоцука Сайка)
Сейю: Мікако Коматсу
Хлопець з жіночою зовнішністю та друг Хачімана.
Хаято Хаяма (яп. 葉山 隼人, Хаяма Хаято)
Сейю: Такаші Кондо
Найпопулярніший хлопець у класі, один з найпопулярніших хлопців школи.
Юміко Міура (яп. 三浦 優美子, Міура Юміко)
Сейю: Марина Іноуе
Центральна жіноча фігура у класі.
Хіна Ебіна (яп. 海老名 姫菜, Ебіна Хіна)
Сейю: Надзомі Сасакі
Дівчина з групи Міури, носить окуляри.
Сакі Кавасакі (яп. 川崎 沙希, Кавасакі Сакі)
Сейю: Амі Кочімідзу
Нетовариська дівчина.
Какеру Тобе (яп. 戸部 翔, Тобе Какеру)
Сейю: Тядо Хоріі
Один з друзів Хаято, товариський рудий хлопець.
Ямато (яп. 大和)
Сейю: Йошіхіса Кавахара
Ямато є членом кліки Хаято, який знаходиться в гуртку регбі.
Оока (яп. 大岡)
Сейю: Мінору Шіраіші
Оока є членом кліки Хаято, який знаходиться в бейсбольному гуртку.
Мінамі Сагамі (яп. 相模 南, Сагамі Мінамі)
Сейю: Мінако Котобукі
Другий центр у жіночій компанії.

### Інші
Сидзука Хірацука (яп. 平塚 静, Хірацука Сидзука)
Сейю: Рьока Юдзукі
Вчителька японської мови у школі Собу.
Комачі Хікіґая (яп. 比企谷 小町, Хікіґая Комачі)
Сейю: Аоі Юкі
Молодша сестра Хачімана.
Йошітеру Дзаімокудза (яп. 材木座 義輝, Дзаімокудза Йошітеру)
Сейю: Нобуюкі Хіяма
Партнер Хачімана на фізкультурі.
Харуно Юкіношіта (яп. 雪ノ下 陽乃, Юкіношіта Харуно)
Сейю: Маі Накахара
Старша сестра Юкіно.
Тайші Кавасакі (яп. 川崎 大志, КавасакіТайші)
Сейю: Аюму Мурасе
Молодший брат Сакі, вчиться в одній групі вечірньої школи з Комачі.
Румі Цурумі (яп. 鶴見 留美, Цурумі Румі)
Сейю: Суміре Морохоші
Учениця молодших класів, з якою герої зустрілися в дитячому таборі. Однокласниці перестали з нею спілкуватися, фактично зробивши одинаком.
Меґурі Шіромеґурі (яп. 城廻 めぐり, Шіромеґурі Меґурі)
Сейю: Адзумі Асакура
Голова учнівської ради школи Собу.
Іроха Ішікі (яп. 一色 いろは, Ішікі Іроха)
Сейю: Аяне Сакура
Першокласниця старшої школи, постійно приховує свою егоїстичну натуру. Любить Хаяму, визнавалася йому в цьому. Стає новою головою учнівської ради.
Каорі Орімото (яп. 折本 かおり, Орімото Каорі)
Сейю: Харука Томацу
Дівчина, якій Хачіман зізнався в коханні у середній школі.
Таманава (яп. 玉縄)
Сейю: Сатоші Хіно
Є президентом студентської ради середньої школи Каїні.
Пані Юкіношіта
Сейю: Кікуко Іноуе
Матір Харуно і Юкіно. Вона турбується про те, що Юкіно живе самотньо, а Харуно шпигує за нею, яка, мабуть, маніпулює Хачіманом, щоб отримати інформацію. Вона розчарована, коли знайшла Юкіно, що прибула пізно ввечері в її квартиру до кінця 2-го сезону. Ця ситуація залишає серію у напрузі, оскільки вона з нетерпінням чекає змусити Юкіно змінити своє життя на гірше, як жити зі своєю сестрою.
Пані Юіґахама
Сейю: Саяка Охара
Вона є матір'ю Юі та має близькі стосунки з матір'ю, якій Юкіно заздрить.

## Медіа

### Ранобе
Серія лайт-новел написана Ватару Ватарі та проілюстрована Pankan8. Його публікує видавництво Shogakukan під ім'ям Ґаґаґа Бунко. Перший том був опублікований 18 березня 2011 року, а станом на 20 листопада 2018 року було випущено 13 томів. У серпні 2017 року було оголошено, що 12-й том позначить початок фінальної арки. Серія завершиться 14-м томом.
Томи 3, 4, 7 і 8 були опубліковані одночасно з обмеженими спеціальними виданнями. Спеціальні видання 3-го та 7-го обсягу були укомплектовані драматичними компакт-дисками і 4-го і 8-го томів — з художніми книгами Ponkan8 і гостьовими ілюстраторами. Набір з перших 7 томів був випущений 19 березня 2013. Збірник оповідань, том 7.5, був опублікований 20 серпня 2013. Три додаткові короткі томи, 6.25, 6.50 та 6.75 були у комплекті з обмеженими виданнями 1-го, 3-го і 5-го томів DVD і BD відповідно до аніме-серіалу та були випущені як єдиний том, пронумерований 6.5, 22 липня 2014 року. Обмежене спеціальне видання було поєднано з драматичним компакт-диском. Інша збірка коротки оповідань, себто 10.5 том був випущений 18 березня 2015 року.
| 1. "Втім, прілий Хачіман Хікіґая." (яп. とにかく比企谷八幡はくさっている。, Tonikaku Hikigaya Hachiman wa kusatteiru.) 2. "Завжди стійка Юкіно Юкіношіта." (яп. いつでも雪ノ下雪乃はつらぬいている。, Itsumo Yukinoshita Yukino wa tsuranuiteiru.) 3. "Непосидюча Юі Юіґахама." (яп. つねに由比ヶ浜結衣はきょろきょろしている。) 4. "Незважаючи на це, в класі все добре." (яп. それでもクラスはうまくやっている。) 5. "Іншими словами, Йошітеру Дзаімокудза не зовсім здоровий." (яп. つまり材木座義輝はズレている。) 6. "І тут з'являється Сайка Тоцука." (яп. けれど戸塚彩加はついている。) 7. "Іноді боги романтичної комедії добрі" (яп. たまにラブコメの神様はいいことをする。) 8. "І тоді Хікіґая обмірковує" (яп. そして比企谷八幡はかんがえる。) |

| 1. "Передмова" 2. "Саме так, Юі Юіґахама вирішила вчитися." 3. "Комачі Хікіґая вийде заміж за свого братика, коли він виросте. (говорить мені)" 4. "Хаято Хаяма завжди сяє." 5. "У Сакі Кавасакі є якісь речі, тому вона дується." 6. "Хачіман Хікіґая повертається на шлях, яким йшов на початку" |

| 1. "Ось як Сидзука Хірацука починає новий конкурс." 2. "Юнацька романтична комедія Сайки Тоцуки, як і очікувалося, правильна." 3. "Юкіно Юкіношіта дійсно любить кішок." 4. "Комачі Хікіґая проникливо щось планує." 5. "Незважаючи на все це, Йошітеру Дзаімокудза самотньо кричить в пустелі." 6. "Нарешті закінчується його та її початок." - Bonus Track! "Пісня день народження для тебе." |

| 1. "Саме так Хачіман Хікігая проводить свої літні канікули" 2. "Незалежно від того, що ти будеш робити, Сидзуки Хірацуки тобі не уникнути." 3. "Хаято Хаяма є соціальним адептом з усіма." 4. "З нізвідки Хіна Ебіна починає прозелітизувати." 5. "Юкіно Юкіношіта на самоті дивиться на нічне небо." 6. "На жаль, Хачіман Хікіґая не приніс плавки." 7. "Зрештою, Румі Цурумі вибирає свій власний шлях." 8. "І тоді з'явився автомобіль Юкіно Юкіношіти." |

| 1. "Спокій в сім'ї Хікіґая раптово руйнується." 2. "Звичайно ж, він забув про Сакі Кавасакі." 3. "Сайка Тоцука має напрочуд хороший смак." 4. "На жаль, ніхто не знає, куди пішла червона нитка Сидзуки Хірацуки." 5. "Комачі Хікіґая вважає, що в один прекрасний день, її брат може піти." 6. "І так Юі Юіґахама зникає в натовпі." 7. "А що стосується Хачімана Хікіґая." 8. "Юкіно Юкіношіта на мить завмирає на місці." |

| 1. "Музика Хіни Ебіни, як і очікувалося, є гомоеротичною." 2. "У штормі, Хачіман Хікіґая продовжує йти." 3. "Мінамі Сагамі агресивно робить запит" 4. "Музика Хіни Ебіни, як і очікувалося, є гомоеротичною. (2 частина)" 5. "Раптово Харуно Юкіношіта йде в напад." 6. "Меґурі Шіромеґурі тримає усіх під контролем." 7. "Незвично, Юі Юіґахама обурюється." 8. "Це — момент, коли старша школа Соубу круто фестивалить." 9. "Крім того, Юкіно Юкіношіта пильно на когось дивиться." 10. "І в кожній сцені піднімається завіса." 11. "Нарешті він і вона знаходять правильні відповіді." |

| 1. "Шкільне життя Хачімана Хікіґая, по суті, надзвичайно мирне." 2. "Ніхто не знає, чому вони прийшли до гуртка обслуговування." 3. "Какеру Тобе просто безнадійно дурний." 4. "Після всього сказаного Хіна Ебіна залишається гнилою?" 5. "Як ви бачите, Юі Юіґахама робить все можливе." 6. "Таємно, Юкіно Юкіношіта виходить в місто в нічний час." 7. "Як з'ясувалося, Юміко Міура пильно спостерігає." 8. "Незважаючи на це, Хаято Хаяма не може зробити вибір." 9. "Його і її зізнання нікого не досягне." - Bonus Track! "Дівчата розколюють вас. ♥" |

### Манґа
Перша манґа адаптація ілюструється Речі Казукою та опублікована Square Enix під назвою Yahari Ore no Seishun Rabu Kome wa Machigatteiru. -Monologue- (яп. やはり俺の青春ラブコメはまちがっている。－妄言録－). Його серіалізація почалася в журналі Big Gangan 25 вересня 2012 року. Станом на 7 вересня 2016 року було опубліковано дев'ять танкобонів. Друга серія, проілюстрована Наомічі Іо і під назвою Yahari Ore no Seishun Rabu Kome wa Machigatteiru. @comic (яп. やはり俺の青春ラブコメはまちがっている。＠comic) почав серіалізацію Шьоґакукан'і у журналі Monthly Sunday Gene-X. Перша глава була опублікована у випуску журналу січень 2013, випущеному 19 грудня 2012 року. Вона була зібрана в чотири томи танкобона, опублікованих у період з 17 травня 2013 року та 19 листопада 2014 року 4-комна серія манґи від Юти Танеди була опублікована Ichijinsha під назвою Yahari 4-koma demo Ore no Seishun Rabu Kome wa machigatteiru. (яп. やはり4コマでも俺の青春ラブコメはまちがっている。). Розділ попереднього перегляду був опублікований у травні 2013 року випуску журналу «Manga 4-koma Palette», опублікованого 22 березня 2013 року, і перша глава — у випуску за червень 2013 року, 22 квітня 2013 року. A танкобон-том вийшов 21 червня 2014. Закінчилось 22 червня 2015 року та зібраний у двох томах. Обсяг антології декількох авторів був опублікований компанією Ichijinsha під їхнім відбитком DNA Media Comics 25 травня 2013, і другий, 25 липня 2013.

### Аніме
13-епізодний аніме-телесеріал режисера Аі Йошімура, який випускається студією Brain's Base, що транслювався між 5 квітня і 21 червня 2013 року, з додатковим аніме-оригінальним епізодом при участі Ватару Ватарі після серіалу 27 червня 2013 року. Серія була одночасно з англійськими субтитрами Crunchyroll. Епізод OVA на Blu-ray Disc був у комплекті з відеогрою обмеженим тиражем, випущений 19 вересня 2013. Опенінґ "Yukitoki" (яп. ユキトキ) від Наґі Янаґі, а ендінґ «Hello Alone» від Саорі Хаямі і Нао Тояма. Аніме отримала ліцензію від Sentai Filmworks у Північній Америці та Madman Entertainment в Австралії та Новій Зеландії.
Другий сезон оголосили Shogakukan у 2014 році. Сезон, під назвою Yahari Ore no Seishun Love Come wa Machigatteiru. Zoku, випускається студією Feel і режисером Кеі Оікава, з дизайном персонажів Юуічі Танака і композицією серії Сотаро Суґа. Транслювалася між 3 квітня і 26 червня 2015 року. Основною темою відкриття є "Harumodoki" (яп. 春擬き) від Yanagi. Ендінґом сезону став "Everyday World." (яп. エブリデイワールド) від Юкіно Юкіношіта (Хаямі) та Юі Юіґахама (Тояма). Другий сезон був ліцензований Sentai Filmworks. Епізод OVA, під назвою Undoubtedly, Girls Are Made of Sugar, Spice, and Something Nice (яп. きっと、女の子はお砂糖とスパイスと素敵な何かでできている, Kitto, Onna no Ko wa Osatō to Spice to Suteki na Nanika de Dekiteiru), у комплекті з відеогрою другим обмеженим виданням, випущеним 27 жовтня 2016 року.
Третій сезон був оголошений Шьоґакуканом 18 березня 2019 року.
2 квітня 2019 року, Sentai Filmworks підтвердили в Twitter, що серія отримає дубляж.

### Відеогра
Відеогра для PlayStation Vita, під назвою Yahari Game demo Ore no Seishun Rabu Kome wa Machigatteiru. (яп. やはりゲームでも俺の青春ラブコメはまちがっている。, lit. "My Youth Romantic Comedy even in Game is Wrong As I Expected.") була опублікована 5pb. і випущений 19 вересня 2013 року. Такуя Егучіі, Саорі Хаямі, і Нао Тояма виконували свої ролі з аніме. Обмежений тираж був укомплектований епізодом OVA. 5pb. розробила другу відеогру для серії для PlayStation Vita, яка адаптувала другий сезон аніме телесеріалу. Вона була випущена 27 жовтня 2016 року. Як і в першій грі, лімітований тираж був у комплекті з епізодом OVA. Дата релізу другої гри була перенесена з 28 липня 2016 року на 27 жовтня 2016 року.

## Нагороди
My Youth Romantic Comedy Is Wrong, As I Expected було обрано як найкраща лайт-новела Японії за онлайн-опитуваннями, складеними в 2014, 2015 і 2016 роках. Хачіман Хікіґая був обраний кращим чоловічим персонажем в 2014, 2015 і 2016 роках, Юкіно Юкіношіта була обрана кращим жіночим персонажем у 2015 році. Ponkan8, художник серії, обраний кращим ілюстратором у 2015 та 2016 роках.